# Hidroxisal

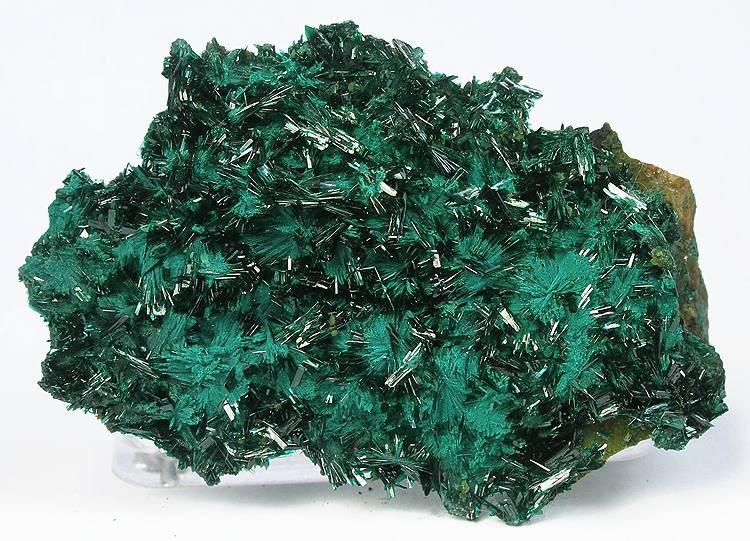
Atacamita, Cu₂(OH)₃Cl

Una hidroxisal és una sal que conté l'anió hidròxid, OH-, juntament amb altres anions a més dels cations.
Les hidroxisals són anomenades anteposant el prefix hidroxi- al nom de l'altre anió present i esmentant finalment el nom del catió. Tenen propietats químiques molt diverses que depenen de la natura de l'element catiònic.
Exemples:
- Hidroxiclorur de magnesi, MgCl(OH)
- Hidroxibromur de cobalt (II), CoBr(OH).[1]

Les hidroxisals són nombroses i d'interès i importància considerables. Les formen, com a cations, beril·li, magnesi i alumini i molts d'elements de transició, lantànids i actínids. Si es formen a partir dels sulfurs per acció de l'oxigen i la humitat formen un bon nombre de minerals secundaris, alguns dels quals són també importants com a productes de la corrosió. Els minerals brochantita Cu₄(OH)₆ SO₄i atacamita Cu₂(OH)₃Cl formen pàtines en la superfície del coure exposades a atmosferes urbanes i marines. La lepidocrocita, γ-FeO(OH), es forma en la corrosió humida del ferro i la hidrozincita Zn₅(CO₃)₂(OH)₆ és el producte de coorrosió ordinària del zinc en atmosfera humida. El plom blanc, Pb₃(CO₃)₂(OH)₂ s'empra com a pigment i el Mg₂(OH)₃Cl·4H₂O es forma en endurir-se el ciment Sorel.
Aquestes sals es poden preparar generalment a partir de sals normals per hidròlisi o per escalfament d'una sal hidratada com per exemple el Cu₂(OH)₂NO₃ a partir del nitrat de coure (II) hidratat. Els hidroxicarbonats se solen preparar per addició de carbonat de sodi a una dissolució aquosa del catió.